# Frederick Bridge
Frederick Bridge (Oldbury, Worcestershire, 5 de desembre de 1844 - Aberdeenshire, Escòcia, 18 de març de 1924) fou un compositor i organista anglès.
El seu nom romandrà molt de temps en la memòria dels amants de la música religiosa i d'orgue. Bridge estudià amb John Goss. Entrà en el cor de la Catedral de Rochester quan tenis sis anys, i continuà sent corista fins als quinze. Sis anys després fou nomenat organista ajudant. El seu segon lloc fou a l'església de la Trinitat, a Windsor, on va ser organista durant quatre anys, passant d'allà a Manchester per ser-ho de la Catedral. El 1875 assolí el nomenament d'organista de l'Abadia de Westminster lloc que desenvolupà fins al 1918, un període de quaranta-tres anys, i en el que fou succeït per Walter Galpin Alcock. Fou organista Emèrit (jubilat) el 1919.
Durant molts anys tingué una càtedra d'harmonia en el Reial Col·legi de Música i, des de 1890, fou professor de Música de Gresham. Des del 1896 fins al 1922 fou director de la Societat Coral i des del 1902 era professor de Música de la Universitat de Londres, on fou professor del rei Eduard VIII, i també tingué entre altres alumnes a Francis E. Tours.
A més se li deuen:

## Obres corals
- Mount Moriah, 1874
- Boadicea, 1882
- Rock of Ages, 1886
- The Inchcape Rock, 1891
- Love of Music, 1904
- A Westminster Pilgrim, 1919
- Twelve good Musicians, 1920
- The Old Cyres of London, 1921

## Obra escrita
- Contrapunt, 1877
- Signes musicals, 1894
- Rudiments de Rima, 1896

Era germà del també compositor i organista Joseph Bridge. La reina Victòria li conferí la dignitat de cavaller el 1897, i el 1919 designat Comanador del Reial Orde Victorià.